# Liste der Monuments historiques in Pont-à-Mousson
Die Liste der Monuments historiques in Pont-à-Mousson führt die Monuments historiques in der französischen Gemeinde Pont-à-Mousson auf.

## Liste der Immobilien
| Bezeichnung                          | Beschreibung                                                                    | Standort                                           | Kennzeichnung | Schutzstatus   | Datum     | Bild           |
| ------------------------------------ | ------------------------------------------------------------------------------- | -------------------------------------------------- | ------------- | -------------- | --------- | -------------- |
| Kirche St-Martin                     | ab dem späten 13. Jahrhundert                                                   | Rue Saint-Martin (Lage)                            | PA00106335    | Classé         | 1840      | weitere Bilder |
| Wohn- und Geschäftshaus              |                                                                                 | 1 place Duroc (Lage)                               | PA00106339    | Inscrit        | 1925      |                |
| Wohn- und Geschäftshaus              | aus dem 16. Jahrhundert                                                         | 2 place Duroc (Lage)                               | PA00106343    | Classé         | 1919      |                |
| Wohn- und Geschäftshaus              |                                                                                 | 3 place Duroc (Lage)                               | PA54000028    | Inscrit        | 1925      |                |
| Wohn- und Geschäftshaus              | aus dem 16. Jahrhundert                                                         | 4 place Duroc (Lage)                               | PA00106342    | Classé         | 1921      |                |
| Wohn- und Geschäftshaus              |                                                                                 | 5 place Duroc (Lage)                               | PA54000029    | Inscrit        | 1925      |                |
| Maison des Sept Péchés Capitaux      | aus dem 16. Jahrhundert                                                         | 6 place Duroc (Lage)                               | PA00106341    | Classé         | 1920      | weitere Bilder |
| Wohn- und Geschäftshaus              |                                                                                 | 8 place Duroc (Lage)                               | PA54000030    | Inscrit        | 1925      |                |
| Wohn- und Geschäftshaus              |                                                                                 | 10 place Duroc (Lage)                              | PA54000031    | Inscrit        | 1925      |                |
| Wohn- und Geschäftshaus              |                                                                                 | 11 place Duroc (Lage)                              | PA54000032    | Inscrit        | 1925      |                |
| Wohn- und Geschäftshaus              |                                                                                 | 12 place Duroc (Lage)                              | PA54000033    | Inscrit        | 1925      |                |
| Wohn- und Geschäftshaus              |                                                                                 | 13 place Duroc (Lage)                              | PA54000034    | Inscrit        | 1925      |                |
| Wohn- und Geschäftshaus              |                                                                                 | 14 place Duroc (Lage)                              | PA54000035    | Inscrit        | 1925      |                |
| Wohn- und Geschäftshaus              |                                                                                 | 15 place Duroc (Lage)                              | PA54000036    | Inscrit        | 1925      |                |
| Wohn- und Geschäftshaus              |                                                                                 | 16 place Duroc (Lage)                              | PA54000037    | Inscrit        | 1925      |                |
| Wohn- und Geschäftshaus              |                                                                                 | 17 place Duroc (Lage)                              | PA54000038    | Inscrit        | 1925      |                |
| Wohn- und Geschäftshaus              |                                                                                 | 18 place Duroc (Lage)                              | PA54000039    | Inscrit        | 1925      |                |
| Hôtel de Ville                       | von 1786 bis 1791 erbaut, Architekten François-Michel Lecreulx und Claude Mique | 19 place Duroc (Lage)                              | PA00106336    | Classé         | 2013      | weitere Bilder |
| Wohn- und Geschäftshäuser            |                                                                                 | 19, 21 place Duroc (Lage)                          | PA54000041    | Inscrit        | 1925      |                |
| Wohn- und Geschäftshaus              |                                                                                 | 20 place Duroc (Lage)                              | PA54000040    | Inscrit        | 1925      |                |
| Wohn- und Geschäftshaus              |                                                                                 | 22 place Duroc (Lage)                              | PA00106340    | Inscrit        | 1925      |                |
| Wohn- und Geschäftshaus              |                                                                                 | 23 place Duroc (Lage)                              | PA54000042    | Inscrit        | 1925      |                |
| Wohn- und Geschäftshaus              |                                                                                 | 24 place Duroc (Lage)                              | PA54000023    | Inscrit        | 1925      |                |
| Wohn- und Geschäftshaus              |                                                                                 | 25 place Duroc (Lage)                              | PA54000043    | Inscrit        | 1925      |                |
| Wohn- und Geschäftshäuser            |                                                                                 | 26, 28 place Duroc (Lage)                          | PA54000024    | Inscrit        | 1925      |                |
| Wohn- und Geschäftshäuser            |                                                                                 | 27, 29 place Duroc (Lage)                          | PA54000044    | Inscrit        | 1925      |                |
| Wohn- und Geschäftshaus              |                                                                                 | 30 place Duroc (Lage)                              | PA54000045    | Inscrit        | 1925      |                |
| Wohn- und Geschäftshäuser            |                                                                                 | 31, 33 place Duroc (Lage)                          | PA54000046    | Inscrit        | 1925      |                |
| Wohn- und Geschäftshaus              |                                                                                 | 32 place Duroc (Lage)                              | PA54000047    | Inscrit        | 1925      |                |
| Wohn- und Geschäftshaus              |                                                                                 | 35 place Duroc (Lage)                              | PA54000048    | Inscrit        | 1925      |                |
| Wohn- und Geschäftshäuser            |                                                                                 | 37, 39 place Duroc (Lage)                          | PA54000049    | Inscrit        | 1925      |                |
| Wohn- und Geschäftshaus              |                                                                                 | 38 place Duroc (Lage)                              | PA54000050    | Inscrit        | 1925      |                |
| Wohn- und Geschäftshaus              |                                                                                 | 40 place Duroc (Lage)                              | PA54000051    | Inscrit        | 1925      |                |
| Wohn- und Geschäftshaus              |                                                                                 | 42 place Duroc (Lage)                              | PA54000052    | Inscrit        | 1925      |                |
| Wohn- und Geschäftshaus              |                                                                                 | 46 place Duroc (Lage)                              | PA54000053    | Inscrit        | 1925      |                |
| Wohn- und Geschäftshäuser            |                                                                                 | 58–62 place Duroc (Lage)                           | PA54000054    | Inscrit        | 1925      |                |
| Wohn- und Geschäftshaus              |                                                                                 | 64 place Duroc (Lage)                              | PA54000055    | Inscrit        | 1925      |                |
| Wohn- und Geschäftshaus              |                                                                                 | 66 place Duroc (Lage)                              | PA54000025    | Inscrit        | 1925      |                |
| Wohn- und Geschäftshaus              |                                                                                 | 68 place Duroc (Lage)                              | PA54000026    | Inscrit        | 1925      |                |
| Wohn- und Geschäftshaus              |                                                                                 | 70 place Duroc (Lage)                              | PA54000027    | Inscrit        | 1925      |                |
| Observatorium                        |                                                                                 | 2 rue de l’Université (Lage)                       | PA00106349    | Inscrit        | 1925      |                |
| Prämonstratenserabtei Pont-à-Mousson | mit Abteikirche Ste-Marie-Majeure; ab 1705                                      | Rue Saint-Martin (Lage)                            | PA00106350    | Classé         | 1910 1919 | weitere Bilder |
| Caserne Duroc                        | Reithalle, 1840 erbaut                                                          | Rue du Bois-le-Prêtre (Lage)                       | PA00106332    | Inscrit        | 1977      |                |
| Hôtel des Monnaies                   | Portal, bezeichnet 1591; heute Musée au fil du papier                           | 2 rue de la Poterne, rue Magot de Rogeville (Lage) | PA00106345    | Classé Inscrit | 1980 1987 | weitere Bilder |
| Menhir la Pierre au Jô               |                                                                                 | nordwestlich der Stadt (Lage)                      | PA00106348    | Classé         | 1914      | weitere Bilder |
| Kirche St-Laurent                    | ab dem 15. Jahrhundert                                                          | Rue Saint-Laurent (Lage)                           | PA00106334    | Classé         | 1919      | weitere Bilder |
| Wohn- und Geschäftshaus              | aus dem 17. Jahrhundert                                                         | 9 rue Saint-Laurent (Lage)                         | PA00106346    | Classé Inscrit | 1920 1925 | weitere Bilder |
| Hôtel particulier                    | um 1600 erbaut                                                                  | 11 rue Saint-Laurent (Lage)                        | PA00106337    | Classé         | 1921      | weitere Bilder |
| Hôtel particulier                    | bezeichnet 1598                                                                 | 19 rue Saint-Laurent (Lage)                        | PA00106338    | Classé         | 1921      | weitere Bilder |
| Wohnhaus                             | Portal                                                                          | 66 rue Saint-Laurent (Lage)                        | PA00106347    | Inscrit        | 1926      | weitere Bilder |
| Universität Pont-à-Mousson           | Portal, 18. Jahrhundert                                                         | Rue Saint-Martin (Lage)                            | PA00106351    | Inscrit        | 1947      |                |
| Synagoge                             | 1830 erbaut                                                                     | 44 rue Charles Lepois (Lage)                       | PA54000081    | Inscrit        | 2014      | weitere Bilder |
| Collège                              | ehemalige Universität, 1572 gegründet                                           | Place Foch (Lage)                                  | PA00106333    | Inscrit        | 1926      | weitere Bilder |
| Hôtel particulier                    | aus dem 18. Jahrhundert                                                         | 30 rue Pasteur (Lage)                              | PA00106344    | Inscrit        | 1925      |                |
| Magasin Michel                       | Ladenfassade, 1920er Jahre                                                      | 16 rue Clémenceau (Lage)                           | PA54000066    | Inscrit        | 2005      |                |

## Liste der Objekte
| Bezeichnung                                          | Beschreibung | Standort                            | Kennzeichnung | Schutzstatus | Datum     | Bild           |
| ---------------------------------------------------- | --- | ----------------------------------- | ------------- | ------------ | --------- | -------------- |
| Taufbecken                                           | mit Sockel; Marmor, 18. und 19. Jahrhundert | in der Kirche St-Martin (Lage)      | PM54001790    | Inscrit      | 1992      |                |
| Sakristeischrank                                     | Holz, 18. Jahrhundert | in der Kirche St-Laurent (Lage)     | PM54001800    | Inscrit      | 1995      |                |
| Takenplatte                                          | Gusseisen, 18. Jahrhundert | im Hôtel de Ville (Lage)            | PM54001805    | Inscrit      | 1990      |                |
| Kaminverkleidung                                     | Holz, Ölfarbe auf Leinwand, 18. Jahrhundert | im Hôtel de Ville (Lage)            | PM54001806    | Inscrit      | 1990      |                |
| Skulptur Heiliger Sebastian                          | Stein, übertüncht, Anfang des 18. Jahrhunderts | in der Kirche St-Martin (Lage)      | PM54000726    | Classé       | 1974      |                |
| Pierre-Fourrier-Altar                                | Altartisch, Retabel und drei Gemälde; Marmor, farbig gefasst, sowie Ölfarbe auf Leinwand, zentrales Gemälde nach 1730, der Rest von 1630; die Außenflügel von Jean Le Clerc | in der Kirche St-Martin (Lage)      | PM54000732    | Classé       | 1981      |                |
| Pietà                                                | Stein, farbig gefasst, 15. Jahrhundert | in der Kirche St-Laurent (Lage)     | PM54000733    | Classé       | 1981      |                |
| Gemälde Heiliger Augustinus                          | Ölfarbe auf Leinwand, vergoldeter Holzrahmen, Anfang des 18. Jahrhunderts                                                                                                   | in der Kirche St-Laurent (Lage)     | PM54000736    | Classé       | 1981      |                |
| Drei Wandteppiche                                    | Wolle, 18. Jahrhundert | im Hôtel de Ville (Lage)            | PM54001044    | Classé       | 1990      |                |
| Verkleidung des Chorraums                            | Marmor, Stuck, zwischen 1745 und 1747 | in der Kirche St-Martin (Lage)      | PM54001240    | Classé       | 2000      |                |
| Kommunionbank                                        | Schmiedeeisen, 18. Jahrhundert | in der Kirche St-Martin (Lage)      | PM54001097    | Classé       | 1992      |                |
| Büste von Touard de Riolles                          | mit Sockel; Marmor, Stock, 18. Jahrhundert | im Hôtel de Ville (Lage)            | PM54001048    | Classé       | 1990      |                |
| Martinsaltar                                         | Marmor, 18. Jahrhundert | in der Kirche St-Martin (Lage)      | PM54001093    | Classé       | 1992      |                |
| Kruzifix                                             | Holz, 17. Jahrhundert | in der Kirche St-Laurent (Lage)     | PM54000716    | Classé       | 1923      |                |
| Grablegungsgruppe                                    | Stein, 15. Jahrhundert | in der Kirche St-Martin (Lage)      | PM54000719    | Classé       | 1908      |                |
| Skulptur Heiliger Rochus                             | Stein, übertüncht, Anfang des 18. Jahrhunderts | in der Kirche St-Martin (Lage)      | PM54000727    | Classé       | 1974      |                |
| Skulptur Heiliger Vinzenz                            | Stein, farbig gefasst, Ende des 18. Jahrhunderts | in der Kirche St-Martin (Lage)      | PM54000728    | Classé       | 1974      |                |
| Kelch und Patene mit Szene aus dem Leben Christi     | Silber, vergoldet, 18. und 19. Jahrhundert | in der Kirche St-Laurent (Lage)     | PM54000743    | Classé       | 1982      |                |
| Vier Reliquiare (1)                                  | Holz, vergoldet, erste Hälfte des 19. Jahrhunderts | in der Kirche St-Martin (Lage)      | PM54000744    | Classé       | 1982      |                |
| Liturgische Gewänder                                 | Kasel, Stola, Dalmatik, Kelchvelum und Bursa; Seide, Goldfaden, zweite Hälfte des 18. Jahrhunderts                                                                          | in der Prämonstratenserabtei (Lage) | PM54000745    | Classé       | 1982      |                |
| Ausmalung und Dekor der Martinskapelle               | Marmor, Stuck, 18. Jahrhundert | in der Kirche St-Martin (Lage)      | PM54001789    | Inscrit      | 1990      |                |
| Skulpturengruppe Die drei Grazien                    | Marmor, 18. Jahrhundert | im Hôtel de Ville (Lage)            | PM54001047    | Classé       | 1990      |                |
| Acht Skulpturen                                      | Stein, geweißt, 18. Jahrhundert | in der Kirche St-Martin (Lage)      | PM54001059    | Classé       | 1991      |                |
| Epitaph für Esther d’Apremont                        | Stein, Ende des 16. Jahrhunderts | in der Kirche St-Martin (Lage)      | PM54001060    | Classé       | 1991      |                |
| Zwei Beichtstühle                                    | Holz, Anfang des 18. Jahrhunderts | in der Kirche St-Martin (Lage)      | PM54001098    | Classé       | 1992      |                |
| Kanzel                                               | Holz, 18. Jahrhundert | in der Kirche St-Martin (Lage)      | PM54000720    | Classé       | 1908      |                |
| Skulptur Madonna mit Kind (1)                        | Stein, farbig gefasst, zweite Hälfte des 18. Jahrhunderts | in der Kirche St-Martin (Lage)      | PM54000725    | Classé       | 1974      |                |
| Franz-Xaver-Altar                                    | Marmor und Stein, farbig gefasst und vergoldet, Mitte des 18. Jahrhunderts                                                                                                  | in der Kirche St-Martin (Lage)      | PM54000730    | Classé       | 1983      |                |
| Mitra (1)                                            | Stoff, Silberfaden, erste Hälfte des 18. Jahrhunderts | in der Prämonstratenserabtei (Lage) | PM54000741    | Classé       | 1981      |                |
| Teppich des Chorraums                                | Wolle, um 1800 | in der Kirche St-Martin (Lage)      | PM54001791    | Inscrit      | 1992      |                |
| Skulptur Heiliger Laurentius                         | Stein, 18. Jahrhundert | in der Kirche St-Laurent (Lage)     | PM54001794    | Inscrit      | 1981      |                |
| Skulptur Heiliger Vinzenz von Paola                  | Stein, Ende des 17. Jahrhunderts | in der Prämonstratenserabtei (Lage) | PM54001801    | Inscrit      | 1995      |                |
| Ausstattung des Grand Salon                          | Stuck, 18. Jahrhundert | im Hôtel de Ville (Lage)            | PM54001802    | Inscrit      | 1990      |                |
| Wandvertäfelung des Salon Mique                      | Holz, 18. Jahrhundert | im Hôtel de Ville (Lage)            | PM54001804    | Inscrit      | 1990      |                |
| Zwei Skulpturen: Minerva und Diana                   | jeweils mit Sockel; Stuck, 18. Jahrhundert | im Hôtel de Ville (Lage)            | PM54001046    | Classé       | 1990      |                |
| Sieben Reliquiare                                    | Holz, vergoldet, Glas, Mitte des 18. Jahrhunderts | in der Kirche St-Martin (Lage)      | PM54001096    | Classé       | 1992      |                |
| Retabel der Philippa von Geldern                     | Holz, farbig gefasst und vergoldet, sowie Ölfarbe auf Holz, 16. und 17. Jahrhundert; eine Skulptur 2004 gestohlen                                                           | in der Kirche St-Laurent (Lage)     | PM54000714    | Classé       | 1908      | weitere Bilder |
| Tisch                                                | Holz, vergoldet, 18. Jahrhundert | in der Kirche St-Laurent (Lage)     | PM54000715    | Classé       | 1908      |                |
| Grabdenkmal mit zwei Liegefiguren                    | Stein, 13. Jahrhundert | in der Kirche St-Martin (Lage)      | PM54000718    | Classé       | 1908      |                |
| Vier Engelskariatiden                                | Linden- und Eichenholz, Anfang des 18. Jahrhunderts | in der Prämonstratenserabtei (Lage) | PM54000729    | Classé       | 1979      |                |
| Gemälde Martyrium des heiligen Laurentius            | Ölfarbe auf Leinwand, um 1630 | in der Kirche St-Laurent (Lage)     | PM54000735    | Classé       | 1981      |                |
| Gemälde Heiliger Nikolaus                            | Ölfarbe auf Leinwand, vergoldeter Holzrahmen, Anfang des 18. Jahrhunderts                                                                                                   | in der Kirche St-Laurent (Lage)     | PM54000737    | Classé       | 1981      |                |
| Gemälde Heiliger Antonius von Padua                  | Ölfarbe auf Leinwand, vergoldeter Holzrahmen, zweite Hälfte des 18. Jahrhunderts                                                                                            | in der Kirche St-Laurent (Lage)     | PM54000738    | Classé       | 1981      |                |
| Gemälde Selige Johanna von Frankreich                | Ölfarbe auf Leinwand, vergoldeter Holzrahmen, um 1742 | in der Kirche St-Laurent (Lage)     | PM54000739    | Classé       | 1981      |                |
| Kelch und Patene                                     | Silber, vergoldet, 1788 oder 1789 | in der Kirche St-Laurent (Lage)     | PM54000742    | Classé       | 1982      |                |
| Osterleuchter                                        | Holz, vergoldet, zweite Hälfte des 18. Jahrhunderts | in der Kirche St-Laurent (Lage)     | PM54000748    | Classé       | 1980      |                |
| Orgel                                                | Ensemble aus PM54000724 und PM54000721 | in der Kirche St-Martin (Lage)      | PM54001319    | Classé       | 1949 1974 |                |
| Orgelprospekt                                        | 1704 von Claude Legros gebaut | in der Kirche St-Martin (Lage)      | PM54000721    | Classé       | 1949      |                |
| Instrumentalteil der Orgel                           | 1704 von Claude Legros gebaut, 1846 durch Pierre Rivinach erweitert | in der Kirche St-Martin (Lage)      | PM54000724    | Classé       | 1974      |                |
| Ausmalung und Dekor der Marienkapelle                | Marmor, Stuck, 18. Jahrhundert | in der Kirche St-Martin (Lage)      | PM54001788    | Inscrit      | 1990      |                |
| Vier Reliquiare (2)                                  | Holz, vergoldet, Glas, 18. Jahrhundert | in der Kirche St-Laurent (Lage)     | PM54001796    | Inscrit      | 1995      |                |
| Skulptur Madonna mit Kind (2)                        | Stein, 17. Jahrhundert | in der Kirche St-Laurent (Lage)     | PM54001797    | Inscrit      | 1995      |                |
| Wandvertäfelung des Ratssaals                        | Holz, 18. Jahrhundert | im Hôtel de Ville (Lage)            | PM54001803    | Inscrit      | 1990      |                |
| Drei Wandteppiche aus dem Alexanderzyklus            | Wolle, 17. Jahrhundert, Entwurf Charles Le Brun | im Hôtel de Ville (Lage)            | PM54001239    | Classé       | 2000      |                |
| Vier Wandteppiche mit Szenen aus dem Leben des Paris | Wolle, 18. Jahrhundert | im Hôtel de Ville (Lage)            | PM54001045    | Classé       | 1990      |                |
| Marienaltar                                          | Marmor, Stein, 17. Jahrhundert | in der Kirche St-Martin (Lage)      | PM54001094    | Classé       | 1992      |                |
| Chorgestühl                                          | Eichenholz, 18. Jahrhundert | in der Kirche St-Martin (Lage)      | PM54001095    | Classé       | 1992      |                |
| Skulptur Kreuztragung                                | Holz, farbig gefasst, 16. Jahrhundert, Ligier Richier zugeschrieben | in der Kirche St-Laurent (Lage)     | PM54000717    | Classé       | 1934      |                |
| Gemälde Der heilige Franz Xaver tauft eine Königin   | Ölfarbe auf Leinwand, 1706 von Giovanni Battista Gaulli | in der Kirche St-Martin (Lage)      | PM54000722    | Classé       | 1958      |                |
| Sieben Gemälde im Chorraum                           | Ölfarbe auf Leinwand, Mitte des 18. Jahrhunderts | in der Kirche St-Martin (Lage)      | PM54000723    | Classé       | 1960      |                |
| Kelch                                                | Silber, vergoldet, Anfang des 18. Jahrhunderts; 1980 gestohlen | in der Kirche St-Martin (Lage)      | PM54000731    | Classé       | 1980      |                |
| Skulptur Madonna mit Kind (3)                        | Stein, geweißt, zweite Hälfte des 18. Jahrhunderts | in der Kirche St-Laurent (Lage)     | PM54000734    | Classé       | 1981      |                |
| Mitra (2)                                            | Stoff, bestickt, Gold- und Silberfaden, erste Hälfte des 18. Jahrhunderts                                                                                                   | in der Prämonstratenserabtei (Lage) | PM54000740    | Classé       | 1981      |                |
| Hauptaltar                                           | Altartisch mit Aufbau und Tabernakel; Marmor, Kupfer, vergoldet, zwischen 1745 und 1748                                                                                     | in der Kirche St-Martin (Lage)      | PM54000746    | Classé       | 1982      |                |
| Prozessionsskulptur Heiliger Franz Xaver             | mit Baldachin; Holz, farbig gefasst, versilbert und vergoldet, Stoff, Mitte des 18. Jahrhunderts                                                                            | in der Kirche St-Laurent (Lage)     | PM54000747    | Classé       | 1982      |                |
| Skulptur Heiliger Gibrian                            | Holz, farbig gefasst, 17. Jahrhundert; im städtischen Museum aufbewahrt | in der Kirche St-Laurent (Lage)     | PM54001792    | Inscrit      | 1980      |                |
| Skulptur Heilige Klara                               | Holz, farbig gefasst, 17. Jahrhundert; im städtischen Museum aufbewahrt | in der Kirche St-Laurent (Lage)     | PM54001793    | Inscrit      | 1980      |                |
| Chorgestühl und Wandvertäfelung                      | Holz, 18. Jahrhundert | in der Kirche St-Laurent (Lage)     | PM54001795    | Inscrit      | 1995      |                |
| Zwei Weihwasserbecken                                | Stein, 1750 | in der Kirche St-Laurent (Lage)     | PM54001798    | Inscrit      | 1995      |                |
| Skulptur Madonna mit Kind (4)                        | Holz, farbig gefasst, 18. Jahrhundert | in der Kirche St-Laurent (Lage)     | PM54001799    | Inscrit      | 1995      |                |